# (4810) Ruslanova
(4810) Ruslanova es un asteroide perteneciente al cinturón de asteroides, descubierto el 14 de abril de 1972 por la astrónoma soviética Liudmila Chernyj desde el Observatorio Astrofísico de Crimea (República de Crimea), Rusia).

## Designación y nombre
Designado provisionalmente como  1972 GL. Fue nombrado Ruslanova en honor a la cantante de folclore rusa Lidia Ruslánova.